# Lau-Balagnas
Lau-Balagnas är en kommun i departementet Hautes-Pyrénées i regionen Occitanien i sydvästra Frankrike. Kommunen ligger i kantonen Argelès-Gazost som tillhör arrondissementet Argelès-Gazost. År 2022 hade Lau-Balagnas 508 invånare.

## Befolkningsutveckling
Antalet invånare i kommunen Lau-Balagnas
| Referens: INSEE |